# Kazimierz Kraczkiewicz

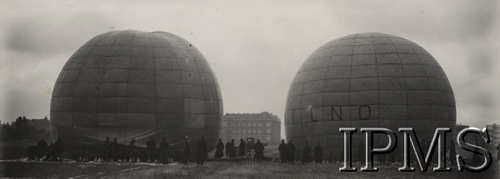
Początek lat 30., Warszawa, Polska.Balony kuliste o pojemności 1200 m³ na Polu Mokotowskim w Warszawie. Widoczny na zdjęciu balon „Wilno” był pierwszym polskim balonem o pojemności 1200 m³.

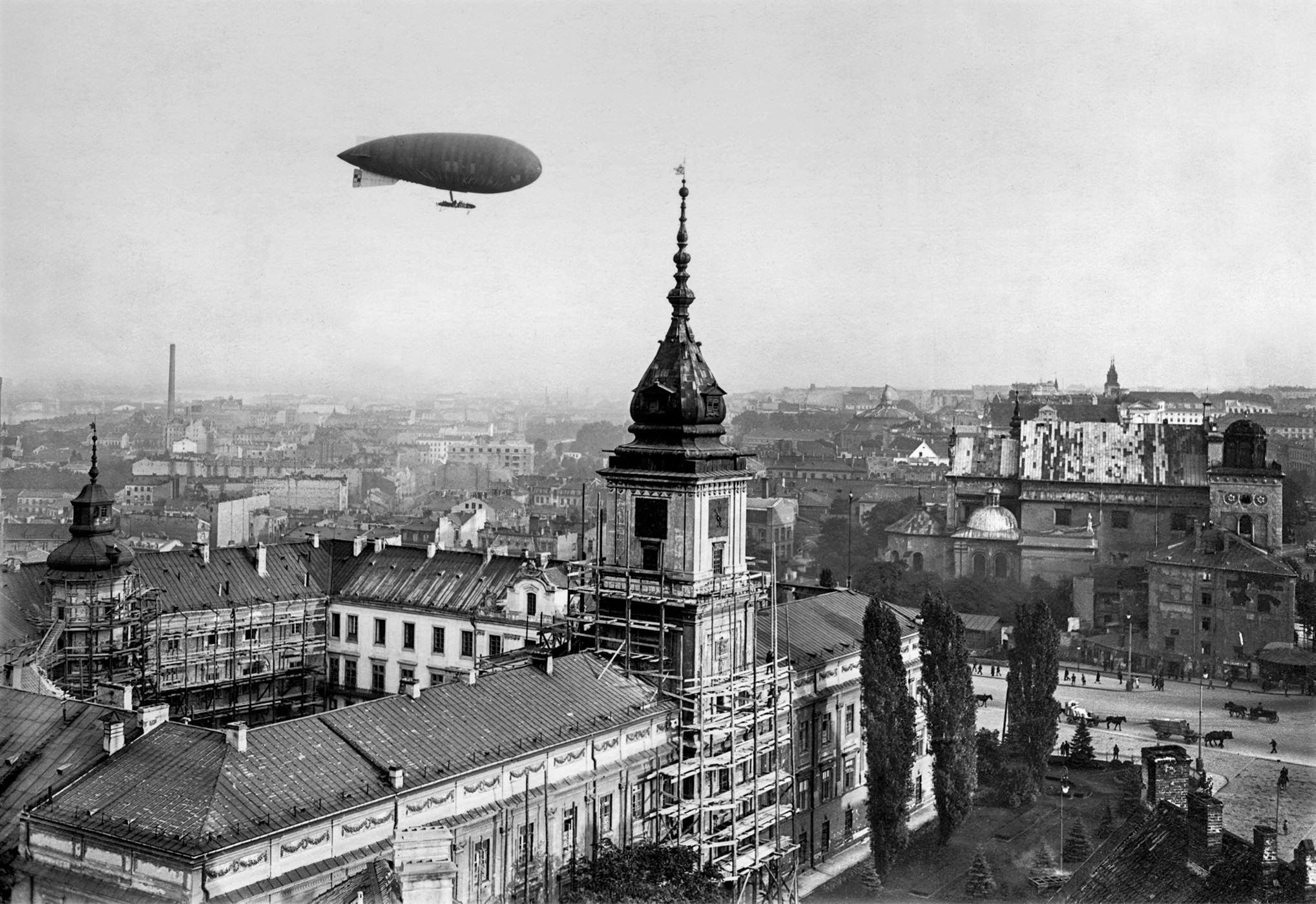
Polski Lech nad Warszawą - 1926

Kazimierz Wincenty Kraczkiewicz (ur. 14 października 1894 w Tarnogrodzie, zm. 9-11 kwietnia 1940 w Katyniu) – major obserwator balonowy Wojska Polskiego, pilot sterowca, ofiara zbrodni katyńskiej.

## Życiorys
Urodził się w Tarnogrodzie, w ówczesnym powiecie biłgorajskim guberni lubelskiej, w rodzinie Bogusława i Stefanii z Sariusz-Bielskich. Słuchacz Instytutu Technologicznego w Tomsku (1912–1916) i Szkoły Oficerów Piechoty w Irkucku. 
W Wojsku Polskim od października 1919. Podczas wojny 1920 walczył na froncie litewsko-białoruskim. Dowodził oddziałem wydzielonym 1 Pułku Aeronautycznego. Stoczył w okolicach Pińska kilka potyczek.
W latach 1921–1923 po odbytym szkoleniu otrzymał tytuł pilota balonowego. 3 maja 1922 roku został zweryfikowany w stopniu porucznika ze starszeństwem z 1 czerwca 1919 roku i 79. lokatą w korpusie oficerów aeronautycznych, a jego oddziałem macierzystym był III batalion aeronautyczny. W 1923 był dyrektorem nauk w Centralnej Szkole Balonowej w Toruniu, pozostając oficerem nadetatowym III batalionu balonowego. Od następnego roku pełnił służbę w batalionie balonowym w Toruniu. 26 sierpnia 1926 gen. dyw. Władysław Jung wystawił opinię o kapitanie Kraczkiewiczu - „dowódca 1 kompanii - pod każdym względem b. dobry”. 19 marca 1928 roku został mianowany kapitanem ze starszeństwem z dniem 1 stycznia 1928 roku i 5. lokatą w korpusie oficerów lotnictwa. W 1932 roku był w 1 batalionie balonowym w Toruniu. W kwietniu 1934 roku został przeniesiony do 2 batalionu balonowego w Jabłonnie na stanowisko zastępcy dowódcy batalionu. 27 czerwca 1935 roku został awansowany do stopnia majora ze starszeństwem z dniem 1 stycznia 1935 roku i 18. lokatą w korpusie oficerów aeronautyki (w 1939 roku zajmował 4. lokatę w korpusie oficerów lotnictwa).
Kraczkiewicz wylatał największą liczbę godzina na sterowcu Zodiac VZ-11 „Lech”, był również dowódcą przelotu balonu „Wilno”. Balon „Wilno” był pierwszym polskim balonem o pojemności 1200 m³. Wykonano go w 1928 r. w Centralnym Zakładzie Balonowym w Legionowie. Pierwszy próbny lot „Wilna” odbył się 30 października 1928 r. Jego stateczność w locie zbadali piloci kpt. Kazimierz Kraczkiewicz – komendant kosza oraz por. Antoni Janusz - pomocnik pilota i por. Zbigniew Burzyński – obserwator. Piloci startując z Torunia w ciągu 3 godzin pokonali 122 km i wylądowali w okolicach Iłowa w powiecie działdowskim”. Natomiast wiosną 1939 Kraczkiewicz wykonał próbny lot zmotoryzowanym balonem obserwacyjnym WBS-BD Motobalon.
Kraczkiewicz wraz z  por. Antonim Januszem po raz pierwszy reprezentował Polskę na Międzynarodowych Zawodach Balonowych w Pradze 11 czerwca 1927. Kraczkiewicz pilotował balon „Lwów” o pojemności 720 m³ a por. Janusz balon „Warszawa” (700 m³). Polscy piloci zajęli drugie i piąte miejsce. Podczas Międzynarodowych Zawodów Balonów Wolnych z okazji Wystawy Krajowej w Poznaniu, por. Kraczkiewicz i por. Zbigniew Burzyński wywalczyli na balonie „Gdynia” drugie miejsce, pokonując odległość 354 km. 
W kampanii wrześniowej był zastępcą komendanta Bazy Balonowej nr 1. Podczas ewakuacji do Rumunii wzięty do niewoli przez Sowietów. Według stanu z grudnia 1939 był jeńcem obozu w Kozielsku. Między 7 a 9 kwietnia 1940 przekazany do dyspozycji naczelnika smoleńskiego obwodu NKWD – lista wywózkowa 017/2 z 5.04.1940. Został zamordowany między 9 a 11 kwietnia 1940 przez NKWD w lesie katyńskim. Zidentyfikowany podczas ekshumacji prowadzonej przez Niemców w 1943, jednak brak jest wpisu z dziennego podsumowania czynności. Przy szczątkach w mundurze oficerskim znaleziono książeczkę oszczędnościową i wyciąg z konta. Figuruje na liście Komisji Technicznej PCK pod numerem: 30. Nazwisko Kraczkiewicza znajduje się na liście ofiar opublikowanej w Gońcu Krakowskim nr 92 i w Nowym Kurierze Warszawskim nr 93 z 1943. W Archiwum Robla w pakiecie nr 30 znajduje się spis rzeczy znalezionych przy szczątkach Kraczkiewicza.
Kazimierz Kraczkiewicz był kawalerem.

## Ordery i odznaczenia
- Krzyż Srebrny Orderu Virtuti Militari[20][wymaga weryfikacji?]
- Krzyż Walecznych[16][25][26][27]
- Srebrny Krzyż Zasługi (10 listopada 1928)[28][25]
- francuska Odznaka Pilota Sterowcowego[29]

## Upamiętnienie
- Minister Obrony Narodowej Aleksander Szczygło decyzją Nr 439/MON z 5 października 2007 awansował go pośmiertnie na stopnień podpułkownika. Awans został ogłoszony 9 listopada 2007, w Warszawie, w trakcie uroczystości „Katyń Pamiętamy – Uczcijmy Pamięć Bohaterów”.
- Krzyż Kampanii Wrześniowej – zbiorowe, pośmiertne odznaczenie pamiątkowe wszystkich ofiar zbrodni katyńskiej (1 stycznia 1986).
- Dąb Pamięci - certyfikat nr 1827/504/WE/2009[30].